# جین‌یا

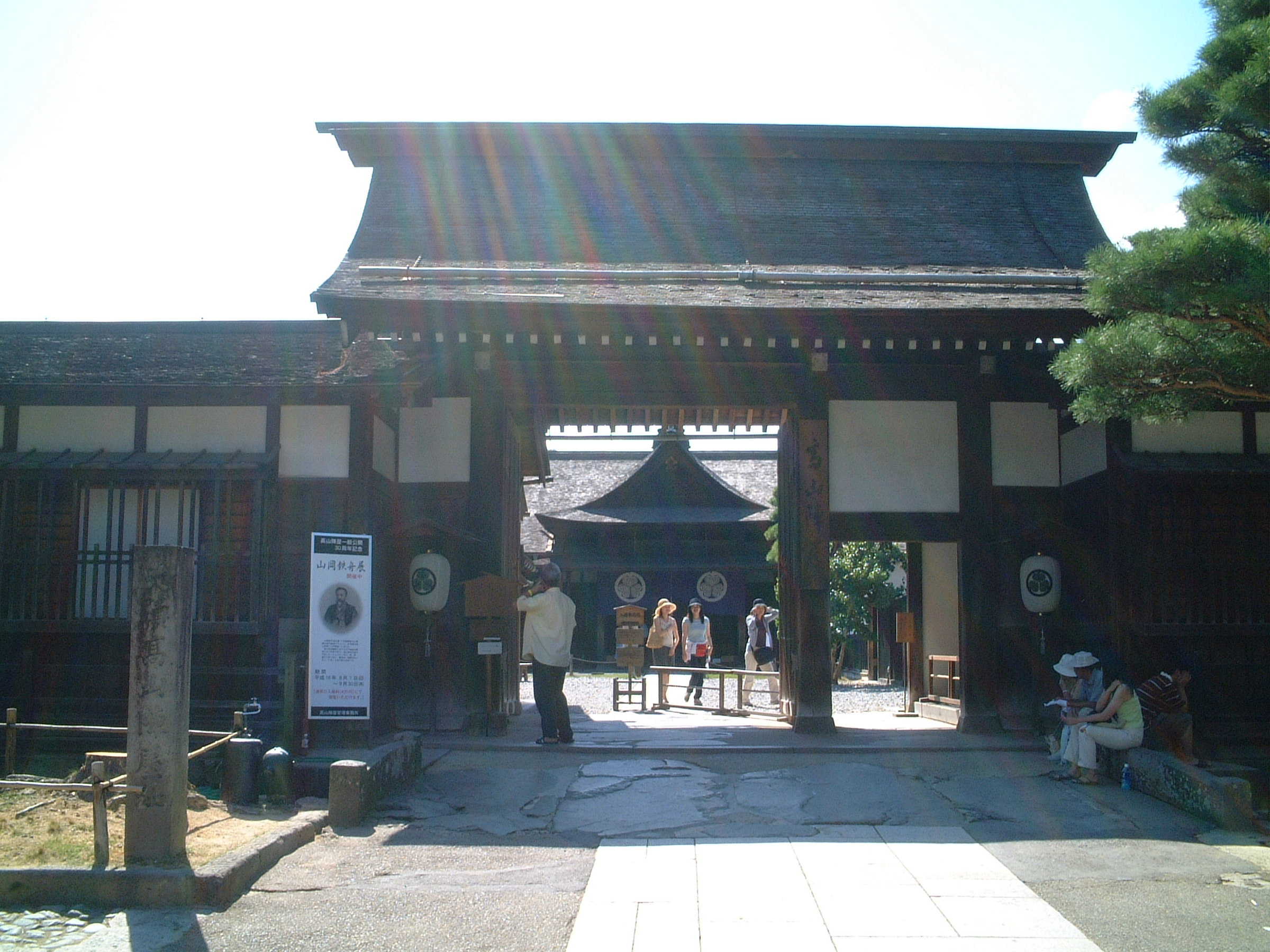
تاکایاما جین یا هنوز پابرجا باقی مانده‌است

جین یا (به ژاپنی: 陣屋 Jin'ya) در دوره ادو در تاریخ ژاپن مقر اداری یک حوزه کوچک هان (ژاپن) یا بخشی از زمین است که توسط شوگون‌سالاری توکوگاوا تصرف و تحت اختیار گرفته شده و همچنین محل اقامت رئیس اداره یا مخزن ذخیره غلات بوده‌است.